# Henry Andrews Bumstead
Pour les articles homonymes, voir Bumstead.
Henry Andrews Bumstead (12 mars 1870 - 31 décembre 1920) est un physicien américain qui enseigne à Yale de 1897 à 1920. En 1918, il est attaché scientifique à l'ambassade des États-Unis à Londres. En 1920, il est président du Conseil national de la recherche.

## Éducation
Il est lycéen à Decatur, Illinois. En 1887, il va à l'Université Johns-Hopkins, d'abord en tant qu'étudiant dans un programme pré-médical. Il étudie les mathématiques avec Fabian Franklin et s'intéresse à ce sujet. Il étudie la physique avec Henry Augustus Rowland et y trouve sa vocation. En 1891, il obtient le baccalauréat et continue à Johns-Hopkins en tant qu'assistant au laboratoire de physique et étudiant diplômé. Il étudie la thermodynamique, l'électrostatique et la théorie électromagnétique de la lumière.

## Carrière
Henry Bumstead devient instructeur à la Sheffield Scientific School de l'Université Yale en 1893, travaillant avec Charles S. Hastings. Parallèlement, il devient l'élève de Willard Gibbs, apprend l'analyse vectorielle et poursuit l'étude de la thermodynamique et de la théorie électromagnétique de la lumière. Il obtient un doctorat en 1897, en rédigeant une thèse Une comparaison des théories électrodynamiques. Bumstead devient professeur adjoint en 1900.
En 1905, Bumstead passe une année sabbatique au Laboratoire Cavendish. Réalisant une expérience suggérée par Joseph John Thomson, Bumstead examine l'effet des rayons X (alors appelés rayons Röntgen) lorsqu'ils sont appliqués au plomb et au zinc, constatant que "deux fois plus de chaleur est produite dans le plomb que dans le zinc".
Quand Arthur Williams Wright prend sa retraite en 1906, Bumstead devient professeur de physique au Yale College et directeur du Sloan Physics Laboratory.
Pendant la Première Guerre mondiale, Bumstead est choisi pour servir de chef de la section scientifique à Londres sous l'amiral William Sims, commandant des forces américaines contre la campagne de sous-marins américains dans l'Atlantique Nord.
En 1920, Bumstead est nommé président du Conseil national de la recherche. Il est membre de l'Académie des arts et des sciences du Connecticut.

## Vie privée
En 1896, Bumstead épouse Luetta Ullrich, fille de John Ullrich, un banquier de Decatur, Illinois. Le couple a deux enfants, John Henry (né en 1897) et Eleanor (née en 1902). John Henry devient médecin en 1923, après des études à l'Université Johns Hopkins. Il rejoint ensuite la Yale Medical School. Eleanor épouse William Stevenson, président de l'Oberlin College (1946-1959).